# Jean Spessart
Jean Spessart (* 27. März 1886 in Euskirchen; † 14. März 1961 ebenda) war ein deutscher Landschaftsmaler.

## Leben
Jean Spessart wurde als Sohn von Anna Gelhausen und Jakob Spessart geboren, der mit seinem Bruder Richard eine Bau- und Möbelschreinerei in Euskirchen betrieb. Sein im Zweiten Weltkrieg zerstörtes Geburtshaus befand sich in der Annaturmstraße, nahe dem Annaturmplatz. Die Familie stammte vermutlich aus dem Dorf Spessart in der Eifel.
Schon als Kind zeichnete und malte Jean Spessart und fiel seinen Lehrern aufgrund seines Talentes auf. Er besuchte die Westschule in Euskirchen und bildet sich anschließend auf der Kunstgewerbeschule in Köln weiter. Bereits zu Beginn des 20. Jahrhunderts erregte er mit seinen Bildern auf der Ausstellung für Handwerk und Gewerbe auf dem früheren Tivoli in Euskirchen Aufmerksamkeit. Später reiste er viel durch fremde Länder um sein Können zu erweitern. Es zog ihn aber immer wieder zurück in seine Heimatstadt, in der er zum anerkannten Heimatmaler avancierte und häufig Motive aus der Weststadt wählte.
Spessart konnte mit seinen Bildern keine finanziellen Erfolge erzielen, wurde aber von dem Euskirchener Tuchfabrikanten Toni Ruhr gefördert, in dessen Auftrag er viele Werke anfertigte. Im Krieg engagierte er sich für Rettung und Erhaltung von Kulturgut. Seine Zeichnungen und Ölgemälde befinden sich heute teilweise im Besitz der Stadt Euskirchen. In seinen letzten Lebensjahren erblindete Spessart und die Stadtverwaltung nahm sich seiner an.
In der Euskirchener Innenstadt ist die zwischen Kölner und Emil-Fischer-Straße gelegene Jean Spessart-Straße nach ihm benannt.